# Departamento de Bassikounou
Bassikounou es un departamento de la región de Hodh el Charqui, en Mauritania. En marzo de 2013 presentaba una población censada de 88 432 habitantes. Está formado por las siguientes comunas, que se muestran asimismo con población de marzo de 2013:
- Bassikounou 10,561
- Dhar 6,663
- El Megve 5,281
- Fassale 65,927[1]